# Catena Finsteraarhorn-Oberaarhorn-Galmihorn
La Catena Finsteraarhorn-Oberaarhorn-Galmihorn (in tedesco Finsteraarhorn-Oberaarhorn-Galmihorn-Kette) è un massiccio montuoso delle Alpi Bernesi. Si trova in Svizzera (Canton Berna e Canton Vallese).
Prende il nome dalle tre montagne più significative: il Finsteraarhorn, l'Oberaarhorn ed il Galmihorn.

## Collocazione
Secondo le definizioni della SOIUSA la Catena Finsteraarhorn-Oberaarhorn-Galmihorn ha i seguenti limiti geografici: Passo del Grimsel, fiume Rodano, Walliser Fiescherfirn, Agassizjoch, Ghiacciaio dell'Unteraar, Lago di Grimsel, Passo del Grimsel.
Essa raccoglie la parte sud-orientale delle Alpi Bernesi in senso stretto ed insieme alla Catena Schreckhorn-Wetterhorn ed alla Catena Jungfrau-Fiescherhorn forma il settore detto Alpi Bernesi Orientali.

## Classificazione
La SOIUSA definisce la Catena Finsteraarhorn-Oberaarhorn-Galmihorn come un supergruppo alpino e vi attribuisce la seguente classificazione:
- Grande parte = Alpi Occidentali
- Grande settore = Alpi Nord-occidentali
- Sezione = Alpi Bernesi
- Sottosezione = Alpi Bernesi in senso stretto
- Supergruppo = Catena Finsteraarhorn-Oberaarhorn-Galmihorn
- Codice =  I/B-12.II-A

## Suddivisione
La Catena Finsteraarhorn-Oberaarhorn-Galmihorn viene suddivisa in due gruppi e quattro sottogruppi:
- Gruppo Galmihorn-Sidelhorn (1)
  - Gruppo del Sidelhorn (1.a)
  - Gruppo del Galminhorn (1.b)
- Gruppo Finsteraarhorn-Oberaarhorn (2)
  - Gruppo dell'Oberaarhorn (2.a)
  - Gruppo del Finsteraarhorn (2.b)

## Montagne
Le montagne principali appartenenti alla Catena Finsteraarhorn-Oberaarhorn-Galmihorn sono:
- Finsteraarhorn - 4.274 m
- Studerhorn - 3.638 m
- Oberaarhorn - 3.631 m
- Finsteraarrothorn - 3.530 m
- Galmihorn - 3.517 m
- Grunerhorn - 3.436 m
- Nollen - 3.404 m
- Löffelhorn - 3.095 m
- Sidelhorn - 2.764 m